# Incurvaria pectinea
Incurvaria pectinea là một loài bướm đêm thuộc họ Incurvariidae. Nó được tìm thấy ở châu Âu.

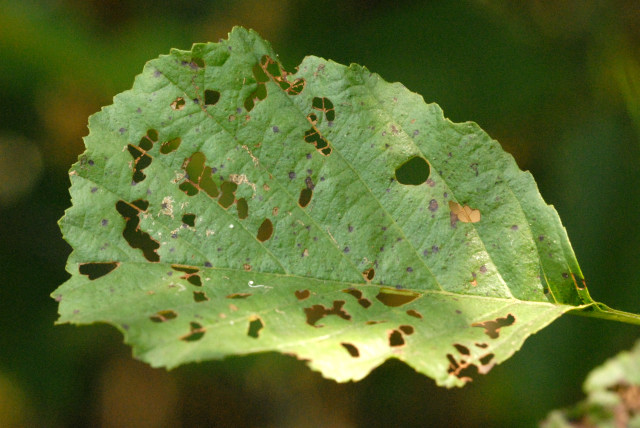
Hư hại

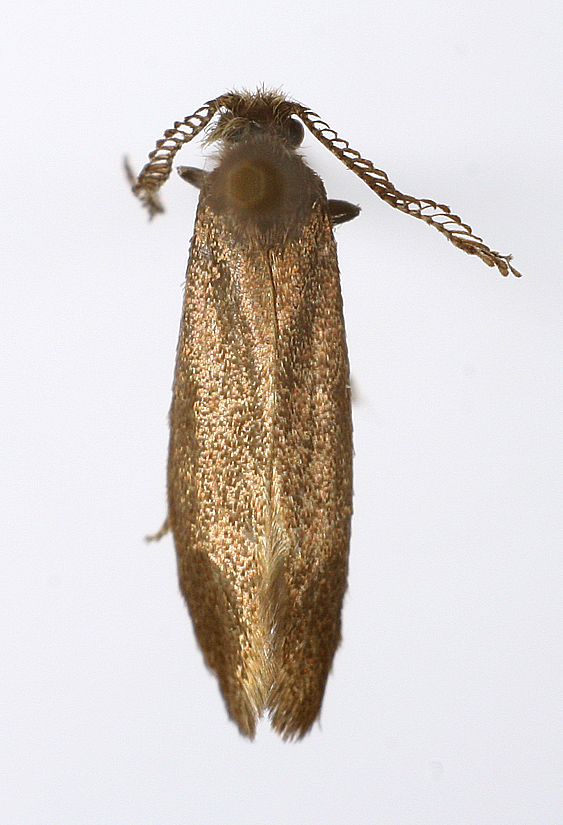

Sải cánh dài 12–16 mm. Con trưởng thành bay từ tháng 4 đến tháng 5 tùy theo địa điểm.
Ấu trùng ăn nhiều loài cây như Birch, Corylus avellana và táo.

## Hình ảnh

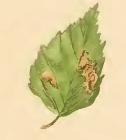
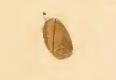
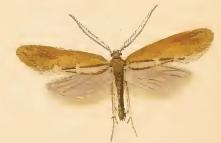
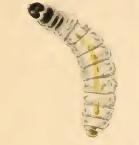